# Dirk De Wolf
Dirk De Wolf (nascido em 16 de janeiro de 1961, em Aalst, Flandres Oriental) é um ex-ciclista bélgico. Tornou-se profissional no ano de 1983 e aposentou-se em 1994.